# Lobelia humifusa
Lobelia humifusa là loài thực vật có hoa trong họ Hoa chuông. Loài này được Phillipson mô tả khoa học đầu tiên.